# 백현진
백현진(본명 : 백현진1972년 6월 29일 ~ )은 대한민국의 배우 겸 음악가이자 미술가이며 어어부 프로젝트와 방백의 일원이다.

## 학력
- 홍익대학교 미술대학 조소과 중퇴

## 연기 활동 및 음반

### 영화

#### 감독
- 2009년 《THE END》(단편)
- 2011년 《영원한 농담》(단편)

#### 주연
- 2004년 《열애기》(단편) ... 남자 역
- 2012년 《모피를 입은 비너스》 ... 민수 역
- 2021년 《십개월의 미래》 ... 옹중 역

#### 출연
- 2000년 《반칙왕》 ... 룸싸롱 오브리 밴드 역
- 2001년 《꽃섬》 ... 게이 밴드 보컬 역
- 2002년 《철없는 아내와 파란만장한 남편 그리고 태권소녀》 ... 괴남자 역
- 2002년 《뽀삐》 ... 김수현(영화감독) 역
- 2011년 《북촌방향》 ... 작곡가 역
- 2012년 《은교》 ... 문학 평론가 역
- 2012년 《설마, 그럴리가 없어》 ... 영화감독 역
- 2013년 《산타바바라》 ... 백 감독 역
- 2014년 《경주》 ... 박 교수 역
- 2015년 《필름시대사랑》 ... 간호사 역
- 2015년 《특종: 량첸살인기》 ... 김 작가 역
- 2016년 《해어화》 ... 박일성 역
- 2016년 《당신자신과 당신의 것》 ... 진영 역
- 2018년 《그것만이 내 세상》 ... 동수 역
- 2018년 《변산》 ... 방백 역 (특별출연)
- 2018년 《상류사회》 ... 박 작가 역
- 2018년 《군산: 거위를 노래하다》 ... 연설가 역 (우정출연)
- 2019년 《그녀에게》 (단편 영화)
- 2020년 《삼진그룹 영어토익반》 ... 오태영 상무 역
- 2021년 《십개월의 미래》 ... 옹중 역
- 2022년 《경관의 피》 ... 권기안 역
- 2022년 《브로커》 ... 최 형사 역
- 2022년 《고속도로 가족》 ... 안도환 역
- 2022년 《서울대작전》 ... 전 장군 역 (특별출연)

#### 제작
- 2009년 《THE END》(단편)
- 2011년 《영원한 농담》(단편)

#### 각본
- 2009년 《THE END》(단편)
- 2011년 《영원한 농담》(단편)

#### 음악
- 2002년 《복수는 나의 것》
- 2006년 《다세포 소녀》

### 드라마
- 2017년 《내일 그대와》 (tvN) ... 김용진 역
- 2018년 《붉은 달 푸른 해》 (MBC) ... 개장수 역
- 2019년 《국민 여러분!》 (KBS2) ... 국민당 의원 백창진 역
- 2019년 《웰컴2라이프》 (MBC) ... 기태석 역 (특별출연)
- 2021년 《모범택시》 (SBS) ... 박양진 역
- 2021년 《악마판사》 (tvN) ... 허중세 역
- 2021년 《해피니스》 (tvN) ... 오주형 역
- 2021년 《한 사람만》 (JTBC) ... 하용근 역
- 2021년 《이렇게 된 이상 청와대로 간다》 (WAAVE)
- 2022년 《가우스전자》 (Seezn) ... 기성남 역
- 2023년 《나쁜 엄마》 (JTBC) ... 트롯백 역
- 2023년 《무빙》 (Disney+) … 정상진 역
- 2024년 《종말의 바보》 (Netflix) … 조광현 역
- 2024년 《크래시》 (ENA) … 구경모 역
- 2024년 《감사합니다》 (tvN) ... 양재승 역
- 2025년 《나인 퍼즐》 (Disney+) ... 이강현 역
- 2025년 《메리 킬즈 피플》 (MBC) … 구광철 역

### 앨범
- 1996년 《피부이식》: 타이틀곡 해저도시
- 1996년 《불가능한작전》: 타이틀곡 슈퐁크 - Intro
- 1997년 《도시손익분기점》: 타이틀곡 담요세상
- 1997년 《도시락특공대》: 타이틀곡 밥중독 - 황신혜밴드담요세상
- 1998년 《개, 럭키스타》: 타이틀곡 선고/자백
- 2000년 《21C New Hair》: 타이틀곡 초현실 엄마
- 2002년 《복수는 나의 것》: 타이틀곡 삽질
- 2002년 《철없는 아내와 파란만장한 남편 그리고 태권소녀》: 타이틀곡 철없는 아내와 파란만장한 남편 그리고 태권소녀를 위한...
- 2003년 《4인용 식탁》: 타이틀곡 Work A-1
- 2004년 《Tuna World》: 타이틀곡 국산시민
- 2004년 《The Complete Best 1995 ~ 1997》: 타이틀곡 나쁜영화
- 2005년 《The Box》: 타이틀곡 물 좀 주소
- 2005년 《주먹이 운다》: 타이틀곡 파란하늘에 대한 꿈
- 2005년 《달콤한 인생》: 타이틀곡 달콤한 인생 III
- 2006년 《다세포소녀》: 타이틀곡 Birds Waltz
- 2007년 《Step One》: 타이틀곡 봄
- 2008년 《반성의 시간(Time of Reflection)》: 타이틀곡 무릎베개
- 2008년 《아버지와 마리와 나》: 타이틀곡 Red River Valley
- 2008년 《물 좀 주소》: 타이틀곡 물 좀 주소
- 2011년 《찰라의 기초》: 타이틀곡 오후만 있던 일요일
- 2011년 《여기까지》: 타이틀곡 여기까지
- 2011년 《아편굴 처녀가 들려준 이야기》: 타이틀곡 태평양
- 2011년 《나는 가수다 경연 10-1. '듀엣곡 부르기'》: 타이틀곡 사랑밖에 난 몰라 (With 자우림, 원곡 심수봉)
- 2012년 《돈의 맛》: 타이틀곡 그 맛
- 2012년 《Seoul Seoul Seoul(서울 서울 서울)》: 타이틀곡 서울사람
- 2013년 《해안선》: 타이틀곡 파도
- 2014년 《탐정명 나그네의 기록》: 타이틀곡 0815 실시간
- 2014년 《경주》: 타이틀곡 사랑